# Fotbalový zápas Anglie proti výběru světa (1963)

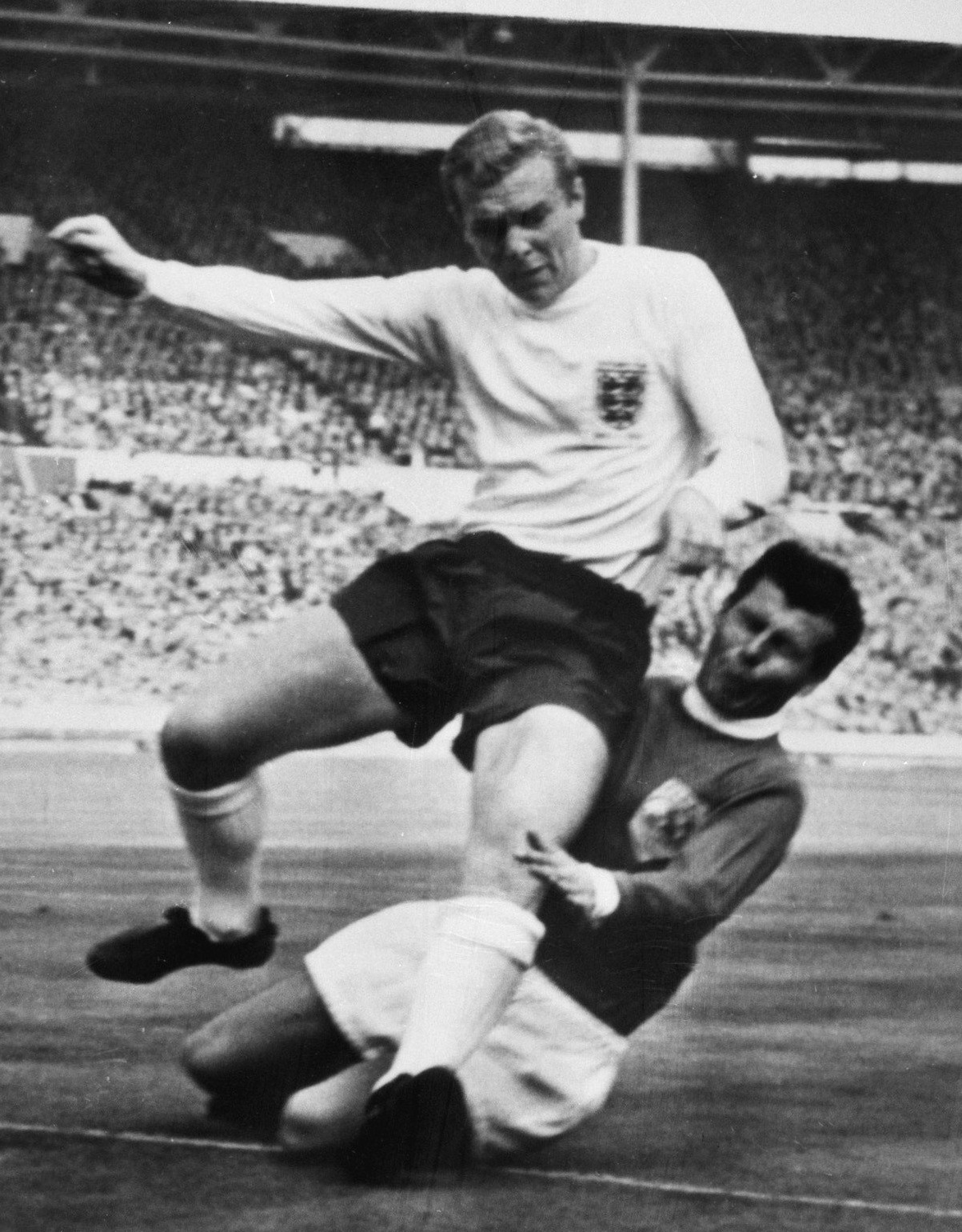
Souboj Bobbyho Moora (v bílém dresu) a Josefa Masopusta

V rámci oslav stého výročí založení The Football Association se konal 23. října 1963 na londýnském stadionu Wembley přátelský fotbalový zápas mezi anglickou fotbalovou reprezentací a vybraným mužstvem nejlepších hráčů světa, hrajícím pod hlavičkou FIFA. Bylo to historicky první utkání národního týmu s výběrem světa. Utkání navštívilo 100 000 diváků, rozhodčím byl Bob Davidson ze Skotska. 
Zápas skončil vítězstvím domácího mužstva poměrem 2:1. První branku vstřelil v 66. minutě Terry Paine, v 82. minutě vyrovnal Denis Law, v poslední minutě rozhodl Jimmy Greaves
Za tým zbytku světa hráli tři českoslovenští reprezentanti: Josef Masopust, Svatopluk Pluskal a Ján Popluhár.

## Sestavy

### Anglie
- Gordon Banks (Leicester City FC)
- Jimmy Armfield (Blackpool FC) kapitán
- Ray Wilson (Huddersfield Town)
- Gordon Milne (Liverpool FC)
- Maurice Norman (Tottenham Hotspur)
- Bobby Moore (West Ham United)
- Terry Paine (Southampton FC)
- Jimmy Greaves (Tottenham Hotspur)
- Bobby Smith (Tottenham Hotspur)
- George Eastham (Arsenal FC)
- Bobby Charlton (Manchester United FC)

Náhradníci
- Tony Waiters (Blackpool FC)
- Ken Shellito (Chelsea FC)
- Ron Flowers (Wolverhampton Wanderers)
- Tony Kay (Everton FC)
- Joe Baker (Arsenal FC)

Trenér
- Alf Ramsey

### Svět
- Lev Jašin (FK Dynamo Moskva, SSSR)
- Djalma Santos (Sociedade Esportiva Palmeiras, Brazílie)
- Karl-Heinz Schnellinger (AC Mantova, SRN)
- Svatopluk Pluskal (FK Dukla Praha, Československo)
- Ján Popluhár (ŠK Slovan Bratislava, Československo)
- Josef Masopust (FK Dukla Praha, Československo)
- Raymond Kopa (Stade de Reims, Francie)
- Denis Law (Manchester United FC, Skotsko)
- Alfredo di Stéfano (Real Madrid, Španělsko)
- Eusébio (Benfica Lisabon, Portugalsko)
- Francisco Gento (Real Madrid, Španělsko)

Náhradníci
- Milutin Šoškić (FK Partizan, Jugoslávie)
- Luis Eyzaguirre (Club Universidad de Chile, Chile)
- Jim Baxter (Rangers FC, Skotsko)
- Uwe Seeler (Hamburger SV, SRN)
- Ferenc Puskás (Real Madrid, Maďarsko)

Trenér
- Fernando Riera (Chile)